# Unterseeboot 80 (1941)
Pour les articles homonymes, voir Unterseeboot 80.
Le Unterseeboot 80 (ou U-80) est un sous-marin (U-Boot) allemand de type VII C de la Kriegsmarine pendant la Seconde Guerre mondiale.

## Historique
Apte au service le 8 avril 1941, l'U-80 est affecté comme sous-marin d'entrainement et de formation des équipages, initialement au sein de la 1. Unterseebootsflottille à Kiel, puis à partir du 1er mai 1941 dans la 26. Unterseebootsflottille à Pillau, à partir du 1er avril 1942 dans la 24. Unterseebootsflottille à Gotenhafen, puis à partir du 1er septembre 1943 dans la 23. Unterseebootsflottille à Dantzig et à partir du 1er décembre 1943 au sein de la 21. Unterseebootsflottille à Pillau.
L'U-80 n'a jamais été opérationnel ; il n'a donc aucune mission de guerre à son actif. 
Le 28 novembre 1944, l'U-80 coule à l'ouest de Pillau, en conséquence d'un accident de plongée, à la position géographique de 54° 40′ N, 19° 30′ E. 
Les cinquante membres d'équipage meurent dans cet accident.

## Affectations
- 1. Unterseebootsflottille à Kiel du 8 au 30 avril 1941 (entrainement)
- 26. Unterseebootsflottille à Pillau (Baltiïsk) du 1er mai 1941 au 31 mars 1942 (entrainement)
- 24. Unterseebootsflottille à Gotenhafen du 1er avril 1942 au 31 août 1943 (entrainement)
- 23. Unterseebootsflottille à Dantzig du 1er septembre au 30 novembre 1943 (entrainement)
- 21. Unterseebootsflottille à Pillau du 1er décembre 1943 au 28 novembre 1944 (navire-école)

## Commandements
- Oberleutnant zur See Georg Staats du 8 avril au 5 octobre 1941
- Oberleutnant zur See Hans Benker du 6 octobre 1941 au 4 mai 1942
- Oberleutnant zur See Oskar Curio du 5 mai au 22 novembre 1942
- Oberleutnant zur See Hans-Adolf Isermeyer du 23 novembre 1942 au 30 septembre 1943
- Kapitänleutnant Hans Keerl du 1er octobre 1943 au 28 novembre 1944

## Navires coulés
L'Unterseeboot 80 n'a ni coulé, ni endommagé de navire ennemi, car il n'a pas effectué de patrouille de guerre et a été cantonné à un rôle d'entraînement et de navire-école